# Фирюкова, Мария Васильевна
Мария Васильевна Фирюко́ва — советский микробиолог.

## Биография
С не позднее 1916 по 1932 год работала лаборантом бактериологической лаборатории в Перми (Бактериологический институт Пермского губернского земства, Пермский НИИ вакцин и сывороток).
С 1932 года научный сотрудник отделения патогенных грибков НИИ тропических болезней (Институт малярии, медицинской паразитологии и гельминтологии имени Е. И. Марциновского).
Последняя публикация датирована 1963 годом.

## Награды и премии
- Сталинская премия третьей степени (1948) — за изобретение и внедрение в практику препарата для лечения актиномикоза